# 稲植神社
稲植神社（いなうえじんじゃ）は、京都府精華町の神社。南稲八妻および植田の両地区が、建速須佐之男命（たけはやすさのおのみこと）を氏神として祀っている。

## 歴史
長禄年間（1457 – 60）に、春日大社から勧請したといわれている。元祇園とも呼ばれ、明治以前は、神仏習合の神社であり、神宮寺として東福寺があった。江戸時代に作られたヒノキ製の鼻高面、文化8年（1811年）の箱書のある輿などがある。。